# Ardisia aequilonga
Ardisia aequilonga är en viveväxtart som beskrevs av C.L. Lundell. Ardisia aequilonga ingår i släktet Ardisia och familjen viveväxter. Inga underarter finns listade i Catalogue of Life.